# Cova de Son Dalabau - Can Toni Montserrat
La cova de Son Dalabau - Can Toni Montserrat és una cova artificial d'enterrament situada a la finca anomenada Can Toni Monserrat, un establit de la possessió de Son Dalabau, al municipi de Llucmajor, Mallorca. Fou excavada a principis del segle XX per Josep Colominas i Roca el qual hi trobà restes de cremacions al seu interior. També hi trobà diverses peces de pasta vítria. Malgrat l'aixovar fou pobre les seves peces estan dipositades al Museu d'Arqueologia de Catalunya (Barcelona). Actualment la cova està destruïda. Informacions orals indiquen que s'hi trobà una estatueta d'Hèrcules de bronze revestit amb una pell de lleó i ceràmica romana, desaparegudes.